# Boston (álbum)
Boston es el título del primer álbum de la banda de rock homónima y el cuarto más vendido en los años 1970.
La banda estaba liderada por Tom Scholz, compositor y guitarrista del grupo, quien grababa maquetas en un estudio que poseía en el sótano de su casa; entre estas grabaciones estaban seis de las ocho canciones de este disco debut del grupo, que grabaron en Los Ángeles.
La amplia difusión radiofónica que el disco consiguió, con el sencillo «More Than a Feeling», los catapultó a la fama en poco tiempo, si bien no logró llegar al número 1 ni en la lista estadounidense (puesto 5), ni en la británica (22). La voz de Brad Delp, con tonos de soprano y la guitarra de Scholz se convirtieron en la seña de identidad del grupo.
El grupo lo conformaban, además de Scholz y Delp, Barry Goudreau, Fran Sheehan y Sib Hashian.

## Lista de canciones
Todas las canciones fueron escritas por Tom Scholz, excepto donde se especifica lo contrario.
1. “More Than a Feeling” -  4:45.
2. “Peace of Mind” -  5:03.
3. “Foreplay/Long Time” -  7:51.
4. “Rock and Roll Band” -  3:00.
5. “Smokin'” (Brad Delp, Tom Scholz) - 4:21.
6. “Hitch a Ride” -  4:11.
7. “Something About You” -  3:48.
8. “Let Me Take You Home Tonight” (Brad Delp) - 4:45.